# Mortimer M. Elkind

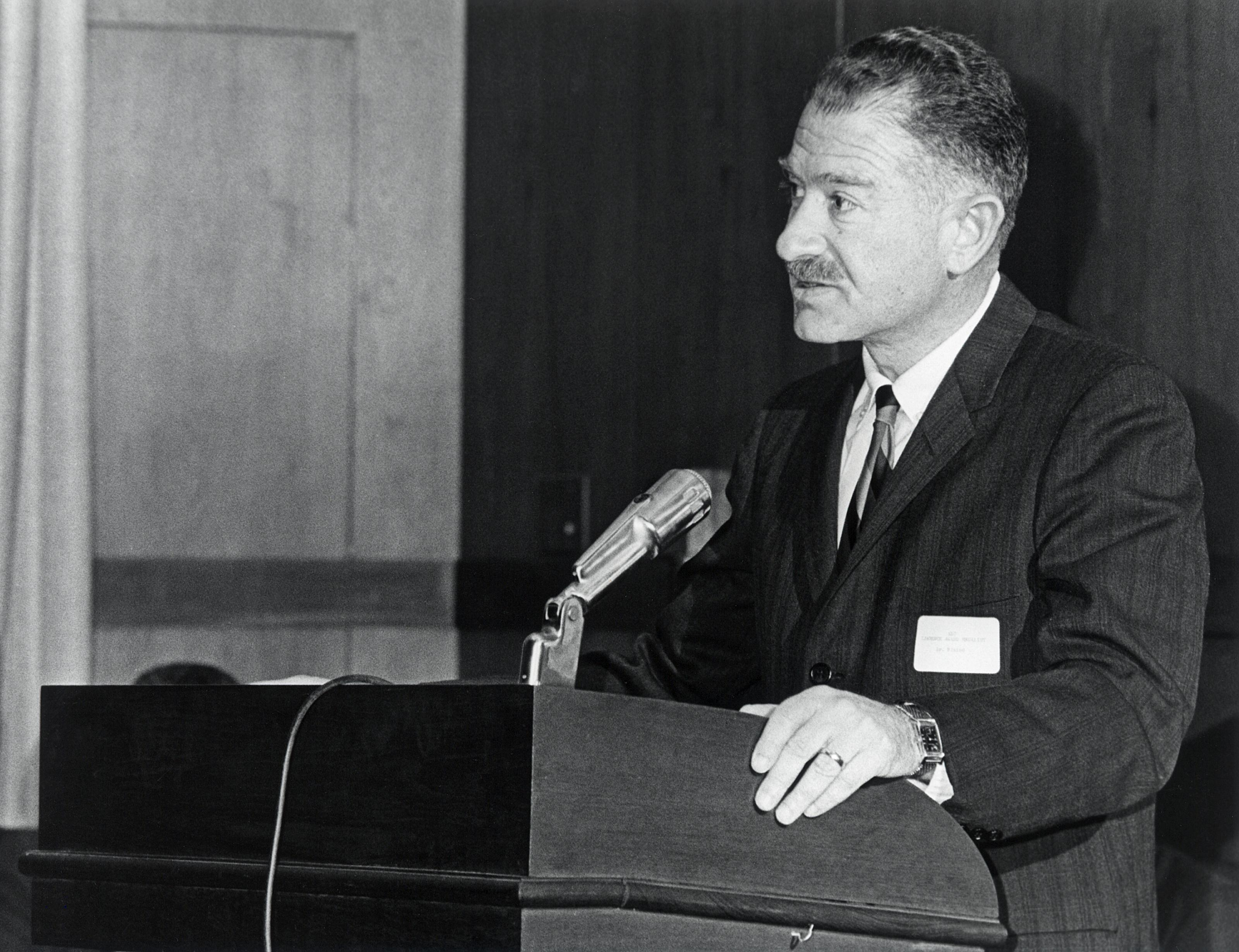
Mortimer M. Elkind (1967)

Mortimer M. Elkind (* 25. Oktober 1922 in Brooklyn, New York; † 10. Dezember 2000) war ein US-amerikanischer Physiker und Strahlenbiologe.
Mortimer Elkind studierte am Cooper Union mit dem Bachelor-Abschluss 1943 sowie am Polytechnic Institute of Brooklyn mit dem Master-Abschluss in Maschinenbau 1949, nachdem er im Zweiten Weltkrieg in der US Navy gedient hatte. Danach studierte er Physik am Massachusetts Institute of Technology mit dem Master-Abschluss 1951 und der Promotion (Ph.D.) 1953. Die Hinwendung zur Strahlenbiologie und Krebsforschung erfolgte in seiner Zeit als Postdoktorand am Donner Laboratory der University of California, Berkeley. Von 1953 bis 1969 war er am National Cancer Institute in Bethesda, wo er die Methode von Theodore Puck und Philip Marcus zur Kultivierung von Säugerzellen nutzte, um grundlegende Untersuchungen über die Wirkung von Strahlung (besonders Röntgenstrahlung) in Zellen zu unternehmen. 1959 veröffentlichte er eine Arbeit dazu in Nature. Von 1969 bis 1973 setzte er seine Arbeit am Brookhaven National Laboratory fort, von 1971 bis 1973 war er Gastwissenschaftler an der Experimental Radiopathology Unit am Hammersmith Hospital in London. In dieser Zeit führte er Konzepte für abgestufte Strahlungsschäden in Zellen ein (Sublethal Damage, Potentially Lethal Damage) und untersuchte die Wirkung von Strahlung auf DNA. Von 1973 bis 1981 war er am Argonne National Laboratory sowie Adjunct Professor für Radiologie an der University of Chicago (bis 1982) und untersuchte neoplastische Veränderungen von Säugerzellen durch Strahlung. Von 1981 bis 1989 hatte er den Lehrstuhl für Radiologie und Strahlungsbiologie an der Colorado State University und war dort University Distinguished Professor.
1996 erhielt Elkind mit H. Rodney Withers den Enrico-Fermi-Preis des DOE und 1989 den Kettering-Preis. Außerdem erhielt er die Röntgen-Plakette und den Ernest-Orlando-Lawrence-Preis.